# Cybianthus incognitus
Cybianthus incognitus là một loài thực vật có hoa trong họ Anh thảo. Loài này được Pipoly mô tả khoa học đầu tiên năm 1998.